# Escragnolles
Escragnolles település Franciaországban, Alpes-Maritimes megyében. Lakosainak száma 621 fő (2022. január 1.). Escragnolles Andon, Caille, Saint-Cézaire-sur-Siagne, Saint-Vallier-de-Thiey, Séranon és Mons községekkel határos.

## Népesség
A település népességének változása:
| Lakosok száma | 119  | 193  | 326  | 505  | 618  | 614  | 609  | 611  | 612  | 621  |
|               | 1968 | 1982 | 1990 | 2006 | 2013 | 2015 | 2017 | 2019 | 2020 | 2022 |